# Проминвест
ООО «Проминвест» — российская инвестиционная компания, созданная для управления рядом активов государственной корпорации «Ростехнологии». Штаб-квартира компании расположена в Москве.
Основана в 2001 году под названием «Оборонимпэкс» для осуществления операций, связанных с расчётами в клиринговых валютах за поставляемую оборонную продукцию. В 2008 году получила название «Проминвест».

## Собственники и руководство
Собственники компании — ГК «Ростех» (75 % минус 1 акция) и Внешэкономбанк (25 %).
Генеральный директор — Рыбас, Александр Леонидович.

## Деятельность
В холдинг входит пять организаций:
- ООО «Проминвест», Москва
- ОАО "Внешнеэкономическое объединение «Технопромэкспорт», Москва
- ОАО "Внешнеэкономическое объединение «Тяжпромэкспорт», Москва
- ОАО «Промышленные технологии», Москва

Выручка компании в 2006 году составила 152,3 млн руб., чистая прибыль — 24,18 млн руб.